# Дзуар
Дзуар (осет. дзуар, от груз. ჯვარი, джвари – «крест») — в осетинской мифологии, народной религии и нартском эпосе собирательное название небожителей, святых-покровителей. Обозначает также святилище, посвященное определённому небожителю. В нартском эпосе имеется группа «Семь дзуаров» — наиболее почитаемые и известные дзуары, с которыми нарты имели дружеские отношения.

## Мифология
По своему характеру определённый дзуар является защитником, хранителем осетинских родов, селений, местностей и ущелий. Одновременно дзуар является сельскохозяйственным божеством, к которому обращаются с просьбой о хорошем урожае и божеством, к которому обращаются о рождении мальчика. Дзуары могут приобретать различные формы: они могут являться в разных видах: в облике человека (Ног Дзуар), барана (Фыры дзуар).
Название «дзуар» даётся также святилищу определённого божества. В этом святилище, которым может быть любое место (дольмен, пещера, роща, куча камней, горы, строение и т. п.), совершаются жертвоприношения в честь божеств, духов. Святилища-дзуары могут быть общеосетинскими, общинными, семейными, ущельными (например, Уастырджи Дзуар).

«В. Ф. Миллер в своём перечне дзуаров (святилищ) Осетии отмечал так называемую могилу Сослана — сооружение из камня в виде дольмена, воздвигнутое близ селения Нар в междуречье, в местности под названием Мацута. В этом здании на шиферной доске лежит хорошо сохранившийся остов человека громадного роста, которое предание называет остовом богатыря Сослана, хорошо известного в нартских сказаниях. … Близ могилы в июне дигорцы режут баранов и молятся Сослану о хорошей погоде.»

Во Владикавказе во многих дворах построены самовольные постройки под названием «хадзар», в которых проходят ритуалы осетинской «народной религии», основанной на нартовской мифологии. Для легализации этих построек североосетинский юрист Тамерлан Цгоев предложил присвоить им статус «дзуара».

## Список дзуаров
- Афцаджы дзуар — покровитель перевалов;
- Дауджыты дзуар — божество плодородия и урожая;
- Джеры дзуар — божество, исцеляющее душевнобольных;
- Лагты дзуар — иносказательное женское название Уастырджи;
- Мадизаны дзуар — божество, примиряющее кровников;
- Сау дзуар — покровитель лесов и лесных угодий;
- Сау бараджы дзуар — покровитель разбойников и воров;
- Семь дзуаров — самые известные дзуары;
- Сызгарин дзуар — покровитель Сбийского ущелья;
- Татартупп дзуар — покровитель равнинной Осетии и Кабарды, а также аграрное божество;
- Фыры дзуар — дзуар в виде барана;
- Хилы дзуар — покровитель невестки и молодой семьи;
- Хуыцауы дзуар — покровитель браков и женской плодовитости.

## Источник
- Дзадзиев А. Б., Этнография и мифология осетин, Владикавказ, 1994, стр. 132, ISBN 5-7534-0537-1

- Ж. Дюмезиль, Осетинский эпос и мифология, Владикавказ, изд. Наука, 2001.